# Vitkovskogo
Vitkovskogo är en udde i Antarktis. Den ligger i Östantarktis. Australien gör anspråk på området.
Terrängen inåt land är huvudsakligen platt, men åt sydost är den kuperad. Havet är nära Vitkovskogo norrut. Trakten är obefolkad. Det finns inga samhällen i närheten.